# Военно-воздушная база Аль-Удейд
Военно-воздушная база Аль-Удейд (араб. قاعدة العديد الجوية‎) (ИАТА: XJD, ИКАО: OTBH) одна из двух военных баз к юго-западу от Доха, Катар, также известная как Аэропорт Абу-Нахлах (араб. مطار أبو نخلة‎).
Здесь размещаются ВВС Катара, ВВС США, Королевские ВВС и другие иностранные силы. Здесь расположены передовой штаб Центрального командования США, штаб Центрального командования ВВС США, 83-я экспедиционная авиагруппа и 379-е экспедиционное авиакрыло USAF.
В 1999 году тогдашний эмир Катара шейх Хамад ибн Халифа Аль Тани, заявил американским чиновникам, хотел бы, чтобы на базе Аль-Удейд постоянно находилось до 10 000 американских военнослужащих. По сообщениям СМИ в июне 2017 года, на базе находилось более 11 000 военнослужащих США, для проведения возглавляемой США Военной операции против «Исламского государства» и более 100 оперативных самолётов.
В январе 2024 года Соединённые Штаты и Катар подписали соглашение о продлении контракта на эксплуатацию базы армией США ещё на десять лет. Глава Пентагона Ллойд Остин никак не прокомментировал продление контракта во время своей поездки в Катар, он заявил, что Вашингтон и Доха «официально предпримут шаги для расширения и укрепления наших двусторонних оборонных отношений».
Это крупнейшая военная база США на Ближнем Востоке.
23 июня 2025 года в ответ на американские удары по иранским ядерным объектам Иран атаковал базу шестью баллистическими ракетами малой дальности. База была заранее эвакуирована, и удар не повлёк за собой повреждений и человеческих жертв.

## Текущее использование

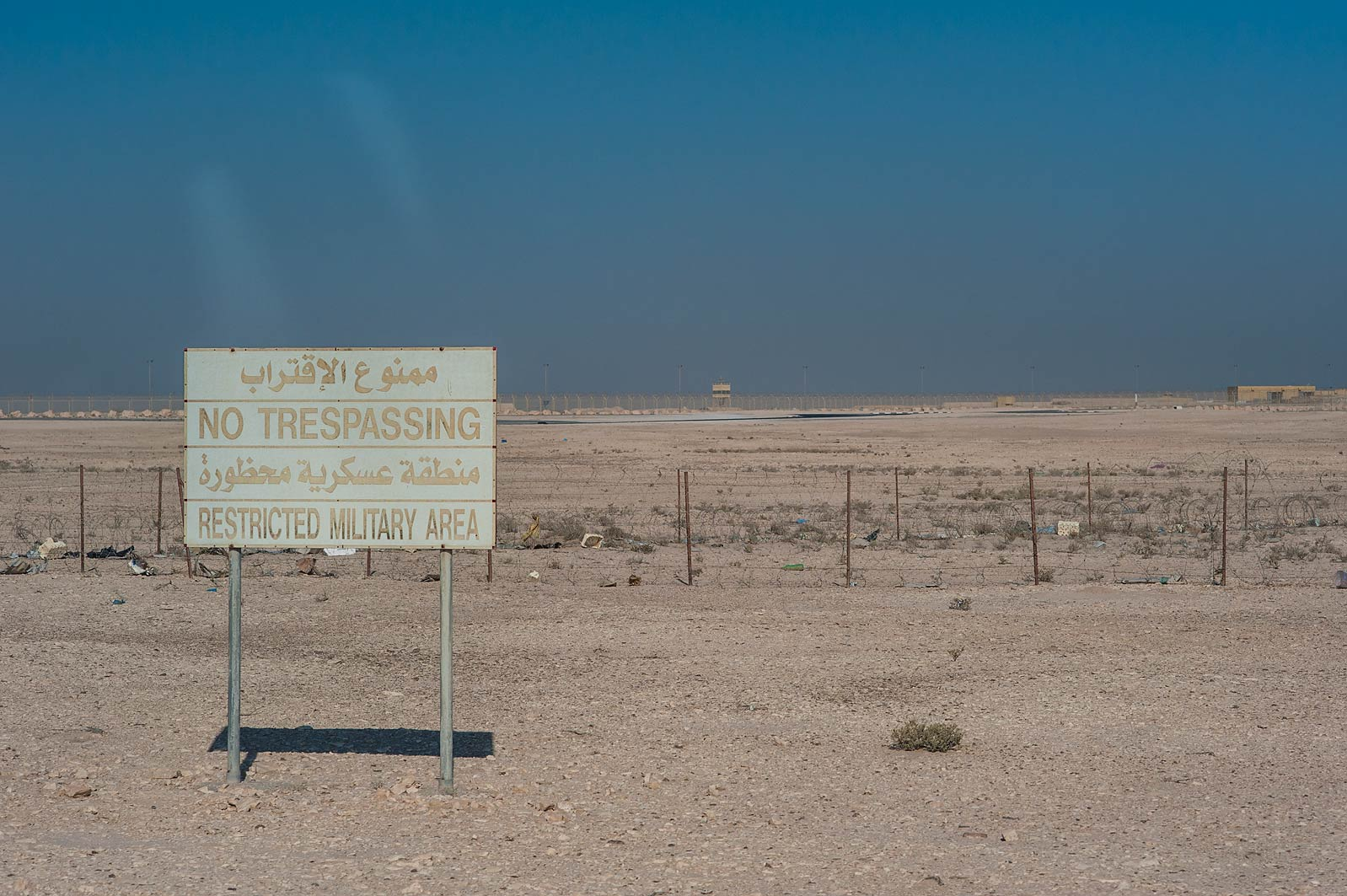
Знак «Посторонним вход воспрещён» на авиабазе Аль-Удейд

### ВВС Катара
Авиабаза Аль-Удейд является главным штабом ВВС Катара, хотя некоторые эскадрильи базируются в Международном аэропорту Дохи.
Структура:
- Авиационный колледж Аль Заим Мохамед Бин Абдулла Аль Аттия
  - 6-я эскадрилья с Airbus Helicopters H125 и AgustaWestland AW169
  - 31-я эскадрилья с PAC MFI-395 Super Mushshak и Pilatus PC-21
  -  ?? Эскадрилья с Pilatus PC-24
- Группа воздушных перевозок
  - 10-я транспортная эскадрилья с Pilatus PC-24 и Boeing C-17A Globemaster III
  - 12-я транспортная эскадрилья с Lockheed Martin C-130J-30 Super Hercules
- Летающее крыло 3
  - 20-я эскадрилья с AgustaWestland AW139
  - 41 -я эскадрилья с Boeing AH-64E Apache (QRA)
- Международная школа лётной подготовки (IFTS)
  -  ?? Эскадрилья с Alenia Aermacchi M-346 Master
- Летающее крыло 5
  - 51 эскадрилья с Boeing F-15QA Strike Eagle
  - 52 эскадрилья с F-15QA
  - 53 эскадрилья с F-15QA

### Королевские ВВС
Летом 2009 года британские самолёты Tornados и VC10 были переведены в другие места, деятельность Королевских ВВС в Аль-Удейде была сокращена.
С 2014 года он используется как штаб-квартира для участия Великобритании в авиаударах против ИГ в Ираке (Операция «Шейдер»).
Королевские ВВС официально разместили на базе разведывательный самолёт RC-135 Rivet Joint для работы над Ираком и Сирией, хотя этот самолёт был запечатлён на снимках из аэропорта Иоаннис Даскалояннис на острове Крит.

### ВВС США

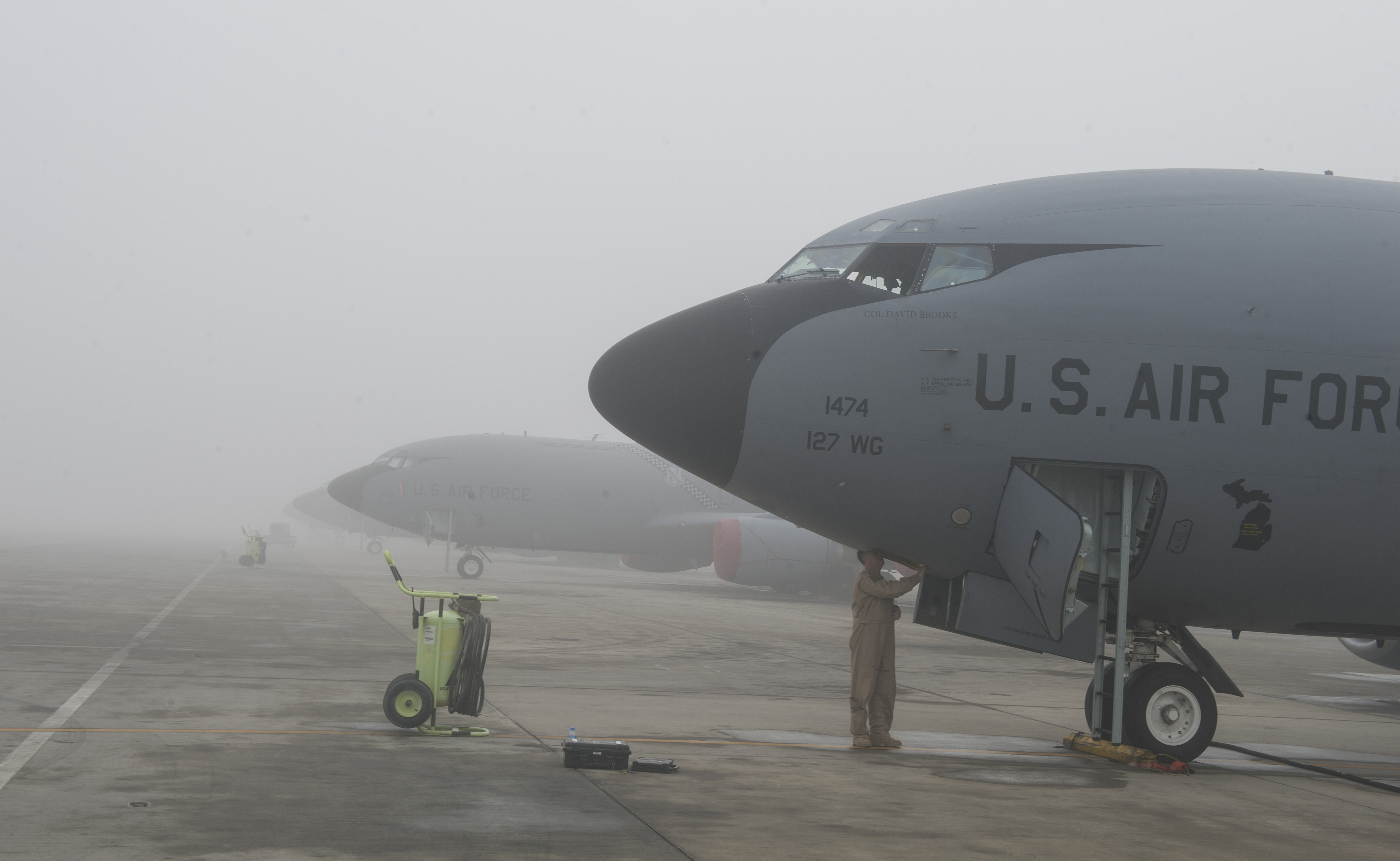
U.S. Air Force KC-135 Stratotankers на авиабазе Аль-Удейд в 2017 году

#### Военное сотрудничество и иностранная помощь
Имея небольшую территорию и малочисленное население, Катар в значительной степени полагается на внешнее сотрудничество и поддержку в обеспечении своей безопасности. В 1990-х годах Катар инвестировал более 1 миллиарда долларов США в строительство аэродрома Аль-Удейд, в то время у Катара не было собственных крупных военно-воздушных сил. Инженерный корпус армии США также заключил контракты на сумму более 100 миллионов долларов США на строительство объектов хранения, жилья, обслуживания, командования и связи для военно-строительства. Финансирование и строительство Катаром современной военно-воздушной базы в Аль-Удейде, а также выдача им разрешения на строительство объектов, финансируемых США, способствовали углублению сотрудничества с Министерство обороны США.
В настоящее время авиабаза Аль-Удейд служит центром материально-технического обеспечения, командования и базирования для операций США в Афганистане и Ираке. На расположенной поблизости армейской базе Ас-Сайлия (As Sayliyah Army Base) находятся важные объекты для размещения американского военного оборудования, а также командные и контрольные пункты для зоны операций ЦЕНТКОМа. Катар и США инвестировали в строительство и расширение этих объектов с середины 1990-х годов и они образуют главный центр воздушной и наземной логистической сети ЦЕНТКОМа в зоне их ответственности. В результате продолжающихся операций в Ираке и Афганистане объекты США и стран-партнёров в Катаре и других странах в последние годы используются всё чаще.

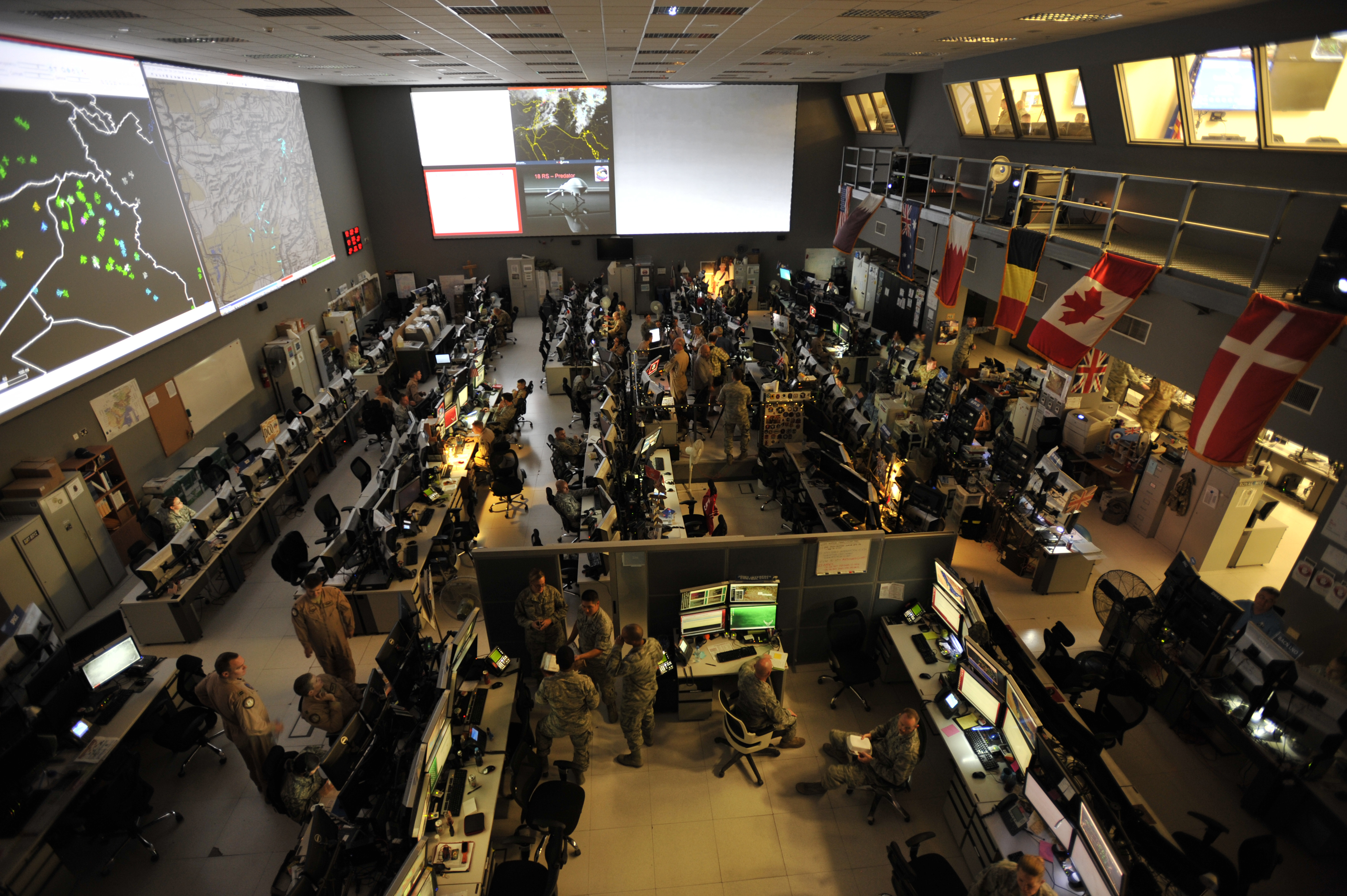
Объединённый Центр воздушно-космических операций (CAOC) обеспечивал командование и управление воздушными силами на территории Ирака, Сирии, Афганистана и 17 других государств

В начале июня 2017 года Пентагон заявил, что дипломатический кризис между Катаром и некоторыми его арабскими соседями не повлияет на операции США на авиабазе.
Авиабаза сыграла важную роль во время ракетных ударов по Сирии 2018 года, в ходе которых два самолёта Rockwell B-1 Lancer из 34-я бомбардировочной эскадрильи совершали вылеты с этой базы.
База впервые разместила F-22 Раптор, в июне 2019 года. Месяц спустя было объявлено о расширении базы, которое будет финансироваться Катаром, что обойдётся в 1,8 миллиарда долларов.

#### Подразделения
- United States Marine Corps (USMC) Морские тактические самолёты радиоэлектронной борьбы 3 (VMAQ-3) «Moondogs» с 17 февраля 2014 года, с самолётами Northrop Grumman EA-6B Prowlers[18] до 9 августа 2014 г.[19]

#### Ассигнования и разрешения Конгресса США
С 2003 по 2007 финансовый год Конгресс ассигновали 126 миллионов долларов на военное строительство в Катаре.
Закон об ассигнованиях на национальную оборону на 2008 финансовый год (P.L. 110—181) санкционировал расходы в размере 81,7 млн долл. на строительство новых объектов ВВС и сил специальных операций США в Катаре.
Закон об ассигнованиях на национальную оборону на 2009 финансовый год (P.L. 110—417) санкционировал расходы в размере 69,6 млн долл. в 2009 финансовом году на строительство новых объектов ВВС и сил специальных операций.
Закон об ассигнованиях на национальную оборону на 2010 финансовый год (P.L. 111-84) предусматривает выделение 117 млн долл. на строительство новых объектов для отдыха, общежитий и других объектов ВВС в Аль-Удейде.
Запрос администрации на военное строительство в Катаре на 2011 финансовый год составил 64,3 млн долларов США на объекты ВВС и склад Агентство национальной безопасности.
Запрос на 2012 финансовый год включает 37 миллионов долларов на продолжение проекта общежития и базы отдыха.

## Примечание
1. ↑  Шаблон:Usurped для DAFIF (по состояние Октябрь 2006)
2. ↑  Google Maps – Al Udeid Air Base. Google Maps. Дата обращения: 4 января 2019. Архивировано 3 апреля 2021 года.
3. ↑  Embassy of Qatar – H.H. The Emir. Дата обращения: 2 марта 2012. Архивировано из оригинала 29 января 2012 года.
4. ↑  US 'mystified' over Gulf states' position towards Qatar. Дата обращения: 11 июля 2024. Архивировано 16 июня 2018 года.
5. ↑  OLJ / Par Amélie ZACCOUR. La plus grande base US au Moyen-Orient signe pour dix ans de plus avec le Qatar (5 января 2024). Дата обращения: 11 июля 2024. Архивировано 10 июля 2024 года.
6. ↑  CNN: США тайно договорились с Катаром о сохранении крупнейшей авиабазы Эль-Удейд. Коммерсантъ (3 января 2024). Дата обращения: 11 июля 2024. Архивировано 11 июля 2024 года.
7. ↑  U.S. Bases in the Middle East. Дата обращения: 11 июля 2024. Архивировано 11 июля 2024 года.
8. ↑  Монархии дерутся, США остаются. Газета.Ru (11 июля 2024). Дата обращения: 11 июля 2024. Архивировано 11 июля 2024 года.
9. ↑  Катар и Белый дом об атаке Ирана: базы эвакуировали неделю назад. ФОНТАНКА.ру (23 июня 2025). Дата обращения: 23 июня 2025.
10. ↑  Anthony H. Cordesman. Gulf Military Forces in an Era of Asymmetric Wars / Anthony H. Cordesman, Khalid R. Al-Rodhan. — Praeger, 2006. — P. 150. — ISBN 978-0275992507.
11. ↑  Qatar Emiri Air Force - Al Udaid (OTBH) Al-Udeid AB. Scramble.nl. Дата обращения: 23 ноября 2023. Архивировано 1 февраля 2022 года.
12. ↑  UK and Qatar sign pact to combat jihadis and cyber warfare. ft.com. 2 ноября 2014. Архивировано из оригинала на 8 января 2015. Дата обращения: 13 декабря 2014. It is also headquarters to the UK's campaign against Isis, Operation Shader.{{cite news}}:  Википедия:Обслуживание CS1 (бот: изначальный URL статус неизвестен) (ссылка)
13. ↑  RAF prepares jets to strike Isis targets in Iraq. The Guardian. 23 сентября 2014. Архивировано 24 декабря 2017. Дата обращения: 13 декабря 2014. An RAF Rivet Joint surveillance plane equipped with listening devices has also been flying missions from al-Udeid air base in Qatar to eavesdrop on Isis communications.
14. ↑  Pentagon continues operations at key Mideast air base despite Qatar’s rift with Arab neighbors Архивная копия от 21 июля 2018 на Wayback Machine The Washington Post, 5 June 2017.
15. ↑  F-22s Deploy to Qatar for the First Time Amid Iran Tensions. Military.com. 28 июня 2019. Архивировано 20 июля 2019. Дата обращения: 11 июля 2024.
16. ↑  Remarks by President Trump at a Dinner Hosted by the Secretary of the Treasury in Honor of the Amir of the State of Qatar. whitehouse.gov (8 июля 2019). Дата обращения: 11 июля 2024. Архивировано 20 января 2021 года.
17. ↑  Taylor, Adam (23 августа 2019). As Trump tries to end 'endless wars,' America's biggest Mideast base is getting bigger. Washington Post (англ.). 0190-8286. Архивировано 12 февраля 2021. Дата обращения: 11 июля 2024.
18. ↑  AirForces Monthly. — Stamford, Lincolnshire, England : Key Publishing Ltd, April 2014. — P. 17.
19. ↑  AirForces Monthly. — Stamford, Lincolnshire, England : Key Publishing Ltd, October 2013. — P. 33.